# 草間剛
草間 剛（くさま つよし、1982年〈昭和57年〉1月16日 - ）は、日本の政治家。自由民主党所属の衆議院議員（1期）。

## 来歴
横浜市戸塚区生まれ。両親が小学校教師で10歳下の妹がいる家庭で育った。
横浜市立豊田小学校、横浜市立豊田中学校、神奈川県立横浜平沼高等学校を卒業。高校2年時にはアメフトをしたいと考え、アメリカ合衆国インディアナ州にあるバプティスト系のコロニアルクリスチャン高校に1年間留学した。
青山学院大学法学部公法学科卒業後、2004年には早稲田大学大学院公共経営研究科に入学し、江刺市議会の「えさし地産地消推進条例」の制定に携わるなどした。また、小林温参議院議員事務所、坂井学衆議院議員事務所、吉原訓市議会議員事務所などで政策補佐のインターンを行い、自民党かながわ学生部1期生となった。2006年には北川正恭が所長を務める早稲田大学マニフェスト研究所に入所。
2009年には神取忍参議院議員の公設第一秘書となった。
2010年には自民党横浜市都筑区第5支部長に就任し、2011年4月の横浜市会議員選挙に立候補。定数4の都筑区選挙区から自由民主党公認で2位で当選。
2015年4月の横浜市会議員選挙に都筑区選挙区から2位で当選。
2019年4月の横浜市会議員選挙に都筑区選挙区から1位で当選した。
2023年4月の横浜市会議員選挙には国政に挑戦するため立候補せず、同年6月2日に自由民主党の神奈川19区の支部長となった。
2024年10月27日の第50回衆議院議員総選挙の結果、立憲民主党の佐藤喬、国民民主党の深作ヘススらを破り初当選した（深作は比例復活）。

## 人物
2024年4月から自民党川崎市連副会長を務めているほか、関東学院大学非常勤講師、多摩大学ルール形成戦略研究所客員研究員、東京大学先端科学技術研究センター客員研究員、かながわオープンデータ推進地方議員研究会幹事長、横浜リヨン友好委員会事務局長、日本アフリカ友好横浜市会議員連盟事務局長、横浜市都市計画審議会委員、横浜青年会議所会員、横浜ライオンズクラブ会員、横浜市柔道道場連盟大会顧問、空手道MAC大会顧問、都筑区少年野球連盟顧問、都筑区卓球協会顧問、茅ヶ崎城址公園愛護会事務局長、自衛隊募集相談員、ボーイスカウト横浜132団育成会副会長などを務めている。

## 選挙歴
| 当落 | 選挙                     | 執行日         | 年齢 | 選挙区         | 政党       | 得票数    | 得票率 | 定数 | 得票順位 /候補者数 | 政党内比例順位 /政党当選者数 |
| ---- | ------------------------ | -------------- | ---- | -------------- | ---------- | --------- | ------ | ---- | ------------------ | ---------------------------- |
| 当   | 2011年横浜市議会議員選挙 | 2011年4月10日  | 29   | 都筑区選挙区   | 自由民主党 | 1万525票  | ーー   | 4    | 2/7                | /                            |
| 当   | 2015年横浜市議会議員選挙 | 2015年4月12日  | 33   | 都筑区選挙区   | 自由民主党 | 1万2957票 | ーー   | 5    | 2/6                | /                            |
| 当   | 2019年横浜市議会議員選挙 | 2019年4月7日   | 37   | 都筑区選挙区   | 自由民主党 | 1万9198票 | ーー   | 5    | 1/7                | /                            |
| 当   | 第50回衆議院議員総選挙   | 2024年10月27日 | 42   | 神奈川県第19区 | 自由民主党 | 6万4315票 | 31.34% | 1    | 1/6                | /                            |